# Schloss Saillon
Das Schloss Saillon ist die Ruine einer Höhenburg in der Gemeinde Saillon im Kanton Wallis. Die erhaltenen Teile, der Bayard-Turm und die Festungsmauer mit ihren vier Toren gehören zum Schweizer Inventar der Kulturgüter von nationaler Bedeutung. Im Mittelalter bildete das Schloss Saillon das Herzstück einer Festung, die auch eine befestigte Stadt und einen Bergfried namens Tour de Bayard umfasste. Es war auch ein wichtiges administratives und militärisches Zentrum des Herzogtums Savoyen. Die Burg ist seit 1475 nach Angriffen der Oberwalliser Zehnden eine Ruine.

## Lage
Das Schloss Saillon liegt auf einem felsigen Hügel nördlich der Rhone zwischen Sitten und Martigny auf dem Gebiet der Gemeinde Saillon. Die Nord-, West- und Südwände des Hügels fallen steil ab, während die Westwand sanft zur Stadt Saillon hin abfällt. Im Mittelalter verlief die Rhône entlang des Hügels nach Süden.

## Geschichte
Das Schloss Saillon wird erstmals im Jahr 1052 urkundlich erwähnt. Es gehörte zuerst dem Bischof von Sitten und kam dann in den Besitz der Savoyer, die ab 1257 die Festungsmauer verstärkten und den Bayard-Turm in die Ringmauer bauten. 1384 revoltierten die Walliser Bauern gegen Bischof Eduard von Savoyen und griffen sowohl die Burgen des Bischofs von Sitten als auch die Burgen von Savoyen einschließlich Saillon an. Im Jahr 1475 wurde die Burg während der Burgunderkriege angegriffen und zerstört, als das Oberwallis in das Unterwallis eindrang, um gegen das Herzogtum Savoyen zu kämpfen. Das Schlossgebäude wurde vollständig zerstört, während der Bayard-Turm und die Festungsmauern weniger beschädigt wurden.

## Beschreibung
Das Schloss von Saillon besteht aus einer weitläufigen Anlage, in der sich seine Ruinen, ein Bergfried, ein Dorf und eine Kirche befinden. Der Bergfried, auch Bayard-Turm genannt, ist ein runder Turm, der sich westlich der Burgruine befindet und Teil der nördlichen Festungsmauer ist. Er diente als letzter Rückzugsort in bewaffneten Konflikten. Sein Hocheingang befindet sich zehn Meter über dem Boden. Der Turm wurde wahrscheinlich mit einer Leiter bestiegen. Der Zugang zum Inneren der Anlage erfolgt über die Porte de Fully im Nordwesten, die Porte de Leytron im Nordosten und die Porte du Scex im Süden. Das befestigte Dorf umfasst nur Wohnhäuser, die Scheunen befinden sich außerhalb der Stadtmauer.

## Bilder

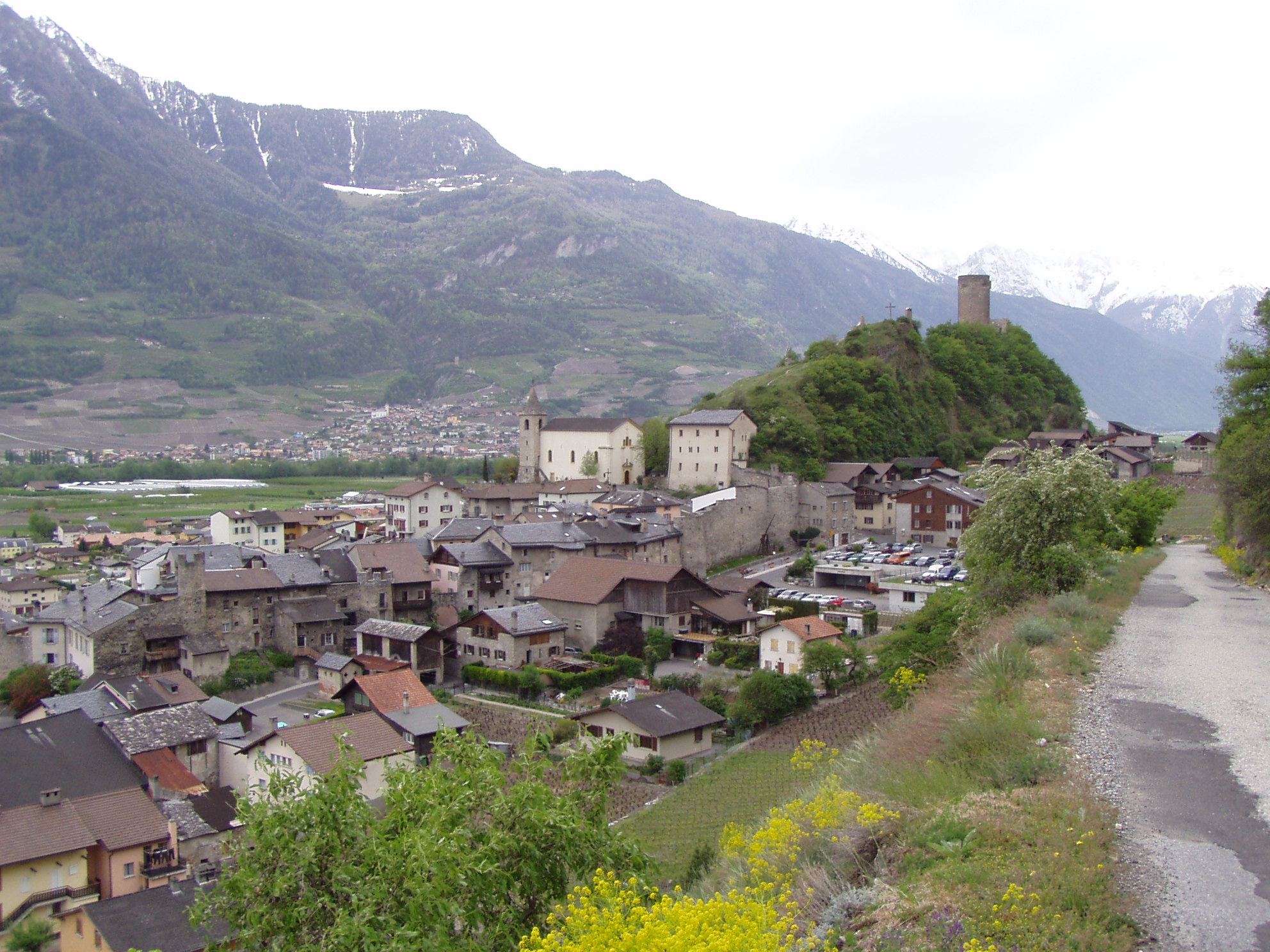
Schlosshügel von Saillon
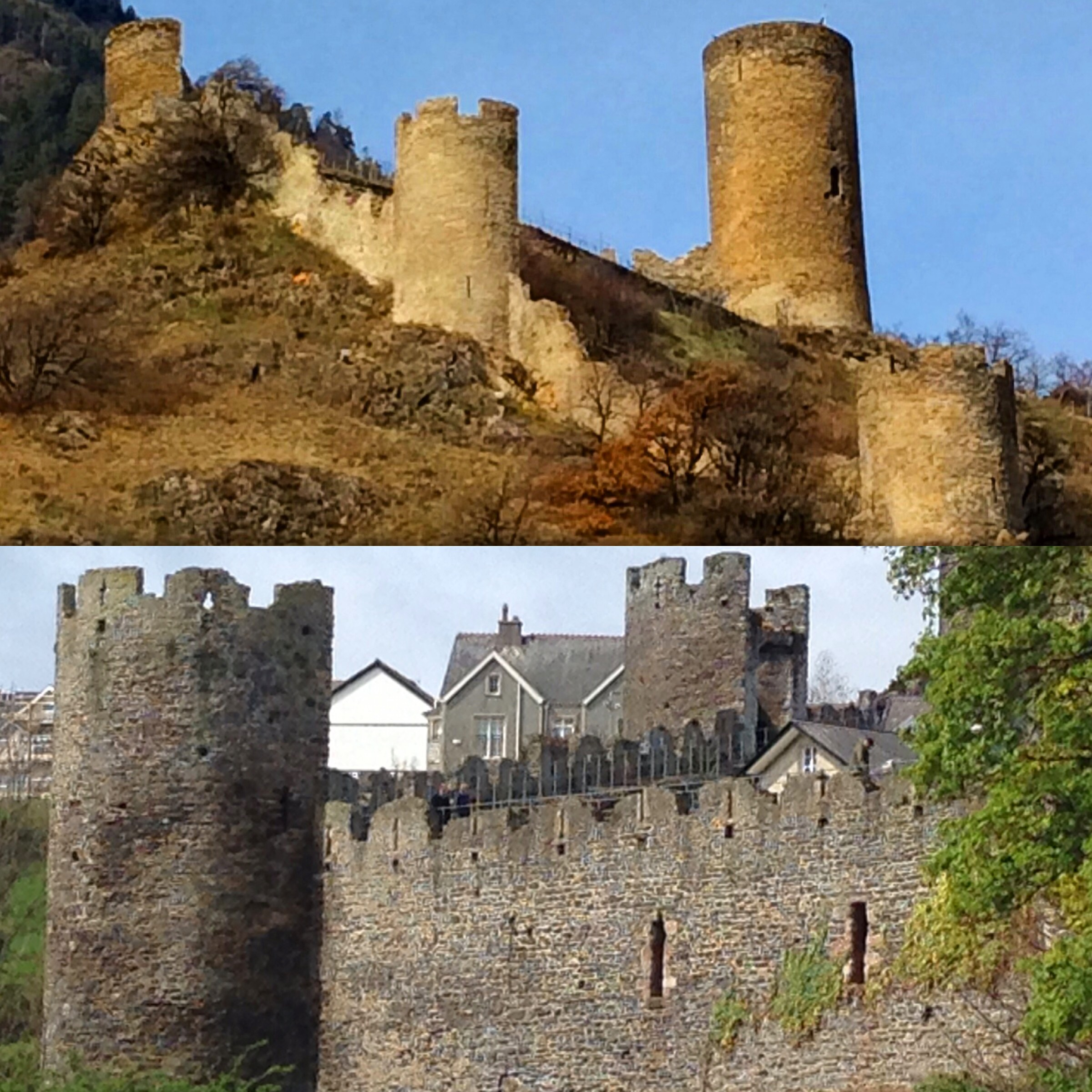
Festungsmauern
Das Wappen der Gemeinde Saillon
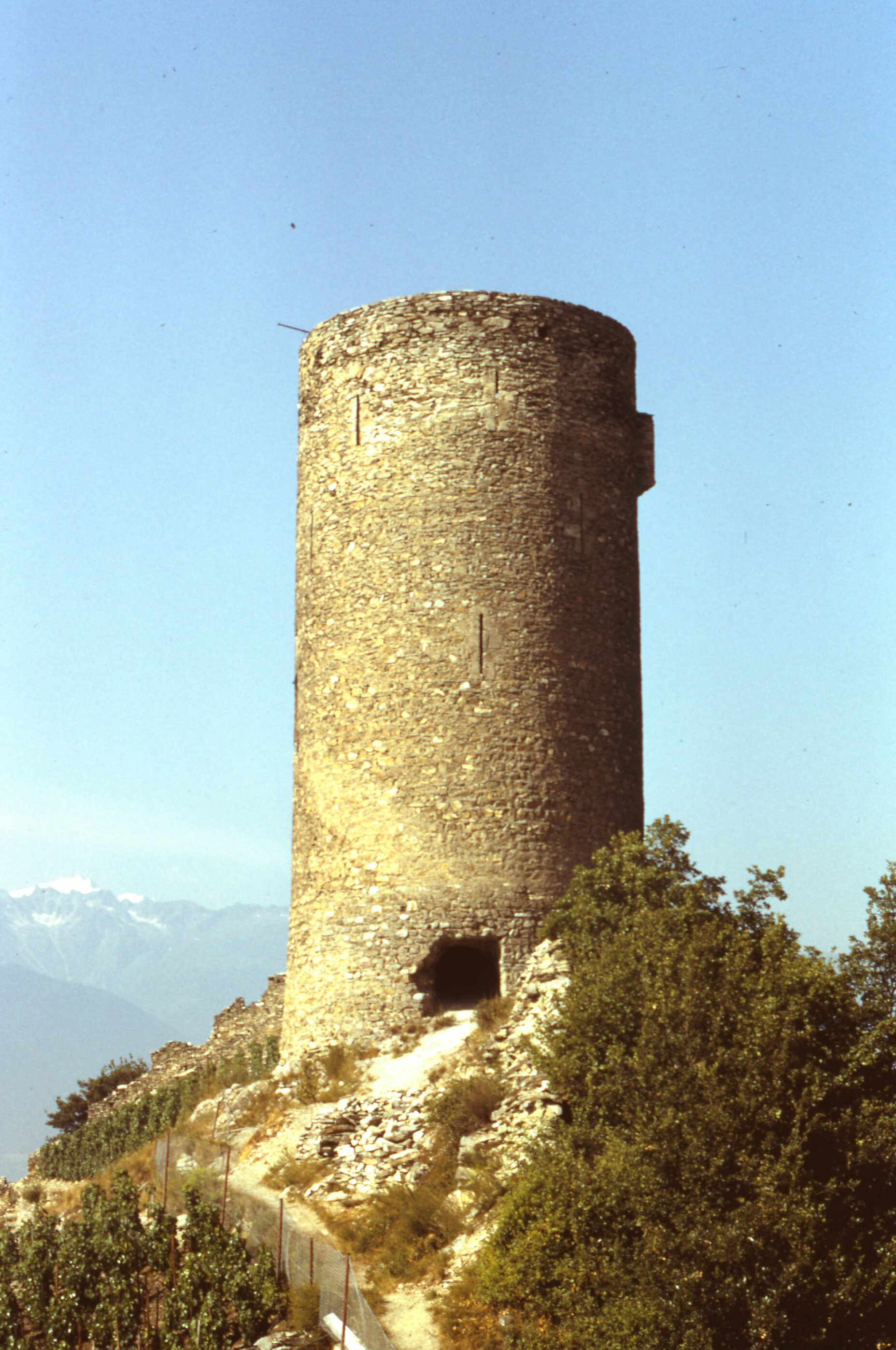
Bayard-Turm
Luftansicht Schloss Saillon
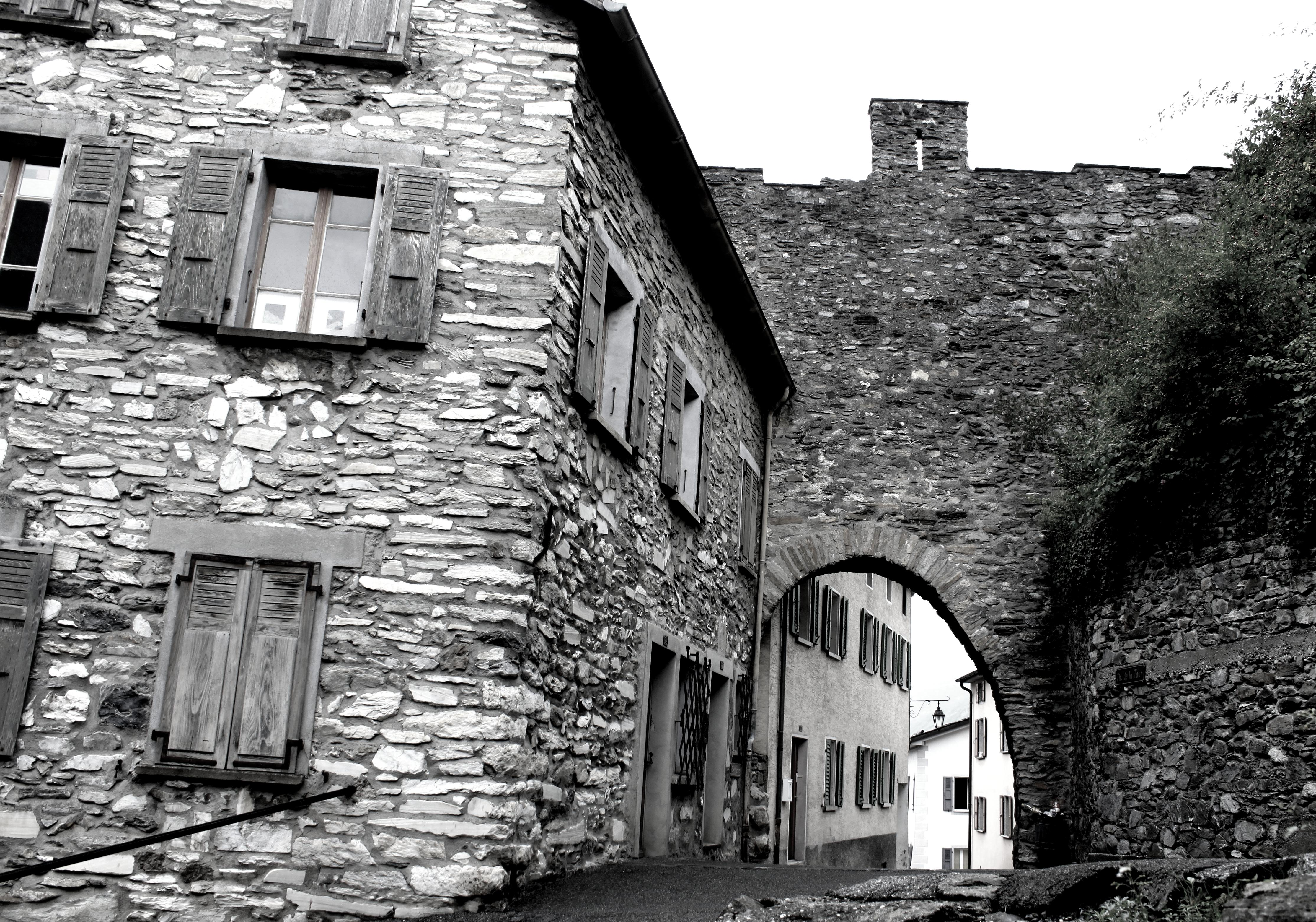
Tor Festungsmauer